# Erzbistum Esztergom-Budapest
Das Erzbistum Esztergom-Budapest (lateinisch Archidioecesis Strigoniensis-Budapestinensis, ungarisch Esztergom-Budapesti főegyházmegye) ist eine Erzdiözese der römisch-katholischen Kirche in Ungarn mit Sitz in Esztergom.

## Geschichte
Das Erzbistum Esztergom-Budapest wurde ursprünglich im Winter 1000 unter der Bezeichnung Erzbistum Gran gegründet. Zuvor gehörten die Gebiete zu den Bistümern Nitra, Passau und Regensburg. Zur Erzdiözese Gran gehörten die Bistümer Neutra, Raab, Agram, Wesprim, Fünfkirchen, Erlau, Waitzen, Wardein/Oradea, Tschanad und Transsilvanien, das Missionsbistum Milkow (Milcov) sowie die exemten, direkt dem Primas unterstellten Propsteien der Zipser und der Siebenbürger Sachsen.
Die mittelalterliche Geschichte des Bistums endete am 10. August 1543, als die Türken die Festung und die Stadt eroberten, die bis 1683 (mit einer Unterbrechung von 1594 bis 1605) unter türkischer Herrschaft blieb. Der Erzbischof von Gran und sein Kapitel mussten fliehen. Von 1543 bis 1820 befand sich das Kapitel in Tyrnau, während die Erzbischöfe ab dem 17. Jh. in Pressburg residierten.
Am 13. März 1776 gab es mit der Bulle Romanus pontifex Gebiet für die Gründung der Bistümer Banská Bystrica, Rožňava und Spiš ab. Zwischen 1778 und 1781 wurde in Pressburg das Primatialpalais errichtet. 1820 wurde der Sitz wieder nach Gran zurückverlegt.
Nach der Gründung der Tschechoslowakei 1918 lag der Großteil des Bistumsgebiets dort. Papst Pius XI. trennte am 29. Mai 1922 diese Gebiete als Apostolische Administratur Trnava, das spätere Erzbistum Trnava, ab. Dabei verlor das Erzbistum 370 seiner 481 Pfarreien.
Am 31. Mai 1993 änderte es seinen Namen von Gran (Esztergom) in Esztergom-Budapest. Der Erzbischof ist zugleich Primas von Ungarn.

## Legat
Die Erzbischöfe von Esztergom-Budapest führen wie die Erzbischöfe von Gniezno/Gnesen, Salzburg, Köln und Prag den Ehrentitel des „geborenen Legaten“ (lateinisch legatus natus). Als äußeres Zeichen dieser Stellung dürfen sie in ihrer Erzdiözese den Legatenpurpur – eine feierliche Kleidung, die wesentlich älter ist als das Purpurgewand der Kardinäle – tragen.